# Dryopteris loyalii
Dryopteris loyalii är en träjonväxtart som beskrevs av Fraser-jenk. Dryopteris loyalii ingår i släktet Dryopteris och familjen Dryopteridaceae. Inga underarter finns listade.